# Nikolaj Goemiljov
Nikolaj Stefanovitsj Goemiljov (Russisch: Николай Степанович Гумилёв) (Kronstadt, 15 april 1886 – nabij Sint-Petersburg, 25 augustus 1921) was een Russische dichter en ontdekkingsreiziger. Als dichter was hij een van de meest bekende initiatiefnemers van het acmeïsme, een literaire stroming die zich afzette tegen het Russische symbolisme.

## Leven en werk
Goemiljov werd in Kronstadt geboren als zoon van een marinearts. Hij bezocht het gymnasium in Tsarskoje Selo, evenals de drie jaar jongere Anna Achmatova. De rector van die school, de dichter Innokenti Annenski, zal zijn dichterstalent ongetwijfeld hebben gestimuleerd. Al in 1905, nog voor hij in 1906 zijn school zou afmaken, kwam Goemiljov's eerste dichtbundel uit: De weg der conquistadores. Later zou hij dit een jeugdwerk noemen. In 1907 vertrok Goemiljov naar Parijs, waar hij aan de Sorbonne Franse literatuur studeerde. Hij gaf er het tijdschrift Sirius uit dat drie uitgaven zou tellen.

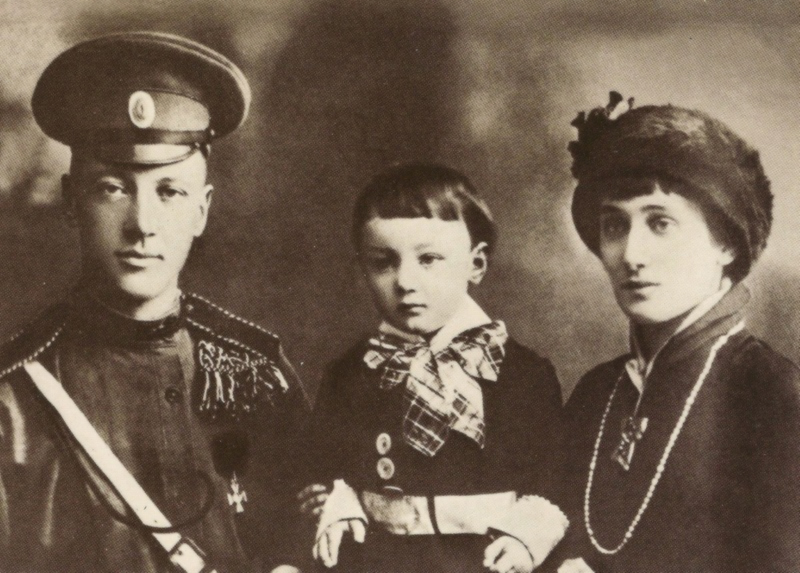
Nicolaj Goemiljov & Anna Achmatova met hun zoon Lev(1913)

Vanuit Parijs reisde hij door Frankrijk en Italië en vervolgens naar Egypte. Tijdens deze eerste reis naar Afrika raakte Goemiljov enthousiast over dit continent. Zijn ervaringen als avonturier, jager en ontdekkingsreiziger zouden grote invloed hebben op zijn werk. In 1910/1911 maakte hij een reis door Abessinië, het huidige Ethiopië, en in 1913, in opdracht van de Academie voor Wetenschappen, volgde een laatste reis naar Afrika.
In 1908 verscheen Goemiljov's tweede dichtbundel: Romantische bloemen. In de herfst van 1909 vervolgde hij zijn studie aan de universiteit van Sint-Petersburg en in april 1910 trouwde hij in die stad met de dichteres Anna Achmatova. Twee jaar later werd hun zoon Lev (1912 - 1992) geboren. In deze tijd bezocht hij regelmatig de salon van de symbolistische schrijver Vjatsjeslav Ivanov en het kunstenaarscafe De verdwaalde hond, dat het centrum van literaire vernieuwing was. Samen met Achmatova, Sergej Gorodetski, Osip Mandelstam en anderen richtte hij in 1911 de groep: Het dichtersgilde (Russisch: Цех поэтов) op. Het gilde zocht naar en experimenteerde met nieuwe technieken. Het hield zich bezig met het aardse en concrete en verwierp het Russisch symbolisme met zijn hang naar het onkenbare.
Het dichtersgilde maakte gebruik van het sinds 1909 bestaande tijdschrift Apollon (Russisch: Аполло́н) (1909 - 1917) onder leiding van Sergey Makovsky (Artikel in Engelstalige Wikipedia). In het vierde nummer van 1909 pleitte Michail Koezmin al voor logische eenvoud en klaarheid en zette zich af tegen gekunsteldheid en duisterheid in de werken van Russische symbolisten. Goemiljov publiceerde in dezelfde geest, begin 1913, het manifest De nalatenschap van symbolisme en acmeïsme (Russisch: Наследие символизма и акмеизм), waarbij hij, blijkens het colofon, ook had geput uit bijdragen van Gorodetski en Mandelstam.
Misschien wel typerend voor Goemiljov's levenshouding was, naast zijn Afrikaanse avonturen, dat hij in 1909 een duel uitvocht met Maximilian Volosjin. Aanleiding was een niet bestaande, maar door Volosjin gecreëerde, barones Cherubina de Gabriak (Artikel in Engelstalige Wikipedia), die de hele mannelijke redactie van Appollon met haar brieven verliefd had gemaakt. Het duel eindigde in enkele gemiste pistoolschoten, verzoening volgde pas in 1921.
Goemiljov's bijdrage aan de dichterlijke vernieuwing was veelzijdig en groot. Behalve zijn invloedrijke organisatorische initiatieven (dichtersgilde, manifest De nalatenschap van symbolisme en acmeïsme) schreef hij eigen werk. Dat was in de geest van deze nieuwe ideeën. Het kan worden getypeerd als narratief met veel aandacht aan de techniek van de versbouw. Zo experimenteerde hij met de klassieke versmaten, zoals jambe, anapest, trochee. Verder schreef hij recensies en vertaalde hij uit het Frans en het Chinees.
Bij het uitbreken van de Eerste Wereldoorlog meldde Goemiljov zich als vrijwilliger. Hij werd binnen anderhalf jaar voor zijn moed twee keer onderscheiden met het Sint Joriskruis, een hoge Russische militaire onderscheiding, maar faalde in 1916 voor zijn officiersexamen. Over zijn oorlogservaringen schreef hij berichten in een ochtendblad. Ook publiceerde hij twee dichtbundels.
Na het begin van de Oktoberrevolutie keerde hij in Sint Petersburg, inmiddels Petrograd genoemd, terug. Hij werd opnieuw actief in het literaire leven als een van de redacteuren van uitgeverij Wereldliteratuur, onder leiding van Maxim Gorki. Hij vertaalde onder meer het Gilgamesj-epos. Verder gaf hij bij Proletkult cursussen aan beginnende dichters en werd in 1921 voorzitter van de Petrogradse dichtersvereniging.
In 1918 scheidde hij van Anna Achmatova. Een jaar later hertrouwde hij met Anna Engelhardt. In 1920 werd hun dochter, Helena, geboren. Beide zouden tijdens het beleg van Leningrad in de Tweede Wereldoorlog omkomen.
Het is niet duidelijk of hij de publicatie van zijn laatste boek De vuurzuil heeft meegemaakt, want hij werd begin augustus 1921 gearresteerd door de Tsjeka, de toenmalige geheime dienst, wegens deelname aan de Tagantsjev-samenzwering. Dit was een samenzwering die, zoals later is gebleken, geheel door de Tsjeka zelf was bedacht om Petersburg van antirevolutionaire personen te zuiveren. Goemiljov was heel open over zijn monarchistische opvattingen en werd op 25 augustus gefusilleerd.
Sinds 1986 werd zijn werk weer in alle openbaarheid gepubliceerd. Daarvoor waren belangstellenden in zijn werk aangewezen op zeldzame antiquarische exemplaren en op publicaties in de samizdat. Formeel juridisch werd hij pas in 1992 gerehabiliteerd.

## Gedicht
..........
Wat doen we echter met de dageraad 

Boven de kille hemelen die lichten

Waar stilte en onaardse rust bestaat

Wat doen we met nieuwe gedichten?
..................
(Vertaling: Marja Wiebes en Margriet Berg)

## Poëtisch oeuvre
- Путь конквистадоров (De weg der conquistadors), 1905.
- Романтические цветы (Romantische bloemen), 1908.
- Жемчуга (Parels), 1910.
- Чужое небо (Zwarte hemel), 1912.
- Колчан (Het foedraal), 1916.
- Огненный столп (De vuurzuil), 1921.

## Poëtisch oeuvre in Nederlandse vertaling
- Nikolaj Goemiljov, Gedichten (vertaling: Erik Stolk en Peter Wilmer), Leiden, De Lantaarn, 1984.
- Nikolaj Goemiljov, De giraffe (vertaling en inleiding: Hans Boland), Amsterdam, Meulenhoff, 1985.
- Anna Achmatova, Nikolj Goemiljov, Osip Mandelstam, Het zesde zintuig/Шестое чувтое (samenstelling: Marja Wiebes en Margriet Berg; vertaling: Marja Wiebes, Margriet Berg, Karel van het Reve en Vertaalgroep Leidse Slavisten), Leiden, Uitgeverij Plantage, 1997 (tweetalig).

- Bibsys: 90182725
- Biblioteca Nacional de España: XX1050801
- Bibliothèque nationale de France: cb11905536f (data)
- CiNii: DA00896527
- Digitale Bibliotheek voor de Nederlandse Letteren: goem015
- Gemeinsame Normdatei: 118719467
- International Standard Name Identifier: 0000 0001 2117 8228
- Library of Congress Control Number: n80159909
- Nationale Bibliotheek van Letland: 000064363
- MusicBrainz: 907ac49e-372c-4930-be4a-784e0c66a61d
- Nationale Bibliotheek van Tsjechië: jn19981001368
- Nationale bibliotheek van Australië: 35760919
- Nationale Bibliotheek van Israël: 987007262119605171
- Nationale Bibliotheek van Polen: a0000001186982
- Nationale en Universitaire bibliotheek Zagreb: 000073126
- Nederlandse Thesaurus van Auteursnamen: 069701245
- Réseau des bibliothèques de Suisse occidentale: 02-A021727052
- Russische Staatsbibliotheek: 000081166
- LIBRIS: 188896
- SNAC: w6zp59nj
- Système universitaire de documentation: 026898616
- Trove: 1075245
- Virtual International Authority File: 2471084
- WorldCat: E39PBJrRcwmvRkXVQCbbjChvHC